# Pumas Tabasco
Il Pumas Tabasco è una società calcistica messicana con sede a Villahermosa, nello stato di Tabasco. È una squadra filiale del Pumas UNAM e milita nella Liga de Expansión MX, la seconda divisione calcistica del Messico.

## Storia
Il club venne fondato nel 2020 come società filiale del Pumas UNAM a seguito della riforma volta a stabilizzare la struttura calcistica messicana, con la soppressione dell'Ascenso MX e la nascita della Liga de Expansión MX.
Il 24 giugno 2020 venne trovato un accordo per la creazione del club nella città di Villahermosa, con la parte sportiva controllata del Pumas UNAM mentre quella operativa diretta da imprenditori locali. La squadra venne denominata Pumas Tabasco e fu iscritta alla nuova seconda serie del calcio messicano.